# Ostböhmisches Museum Hradec Králové

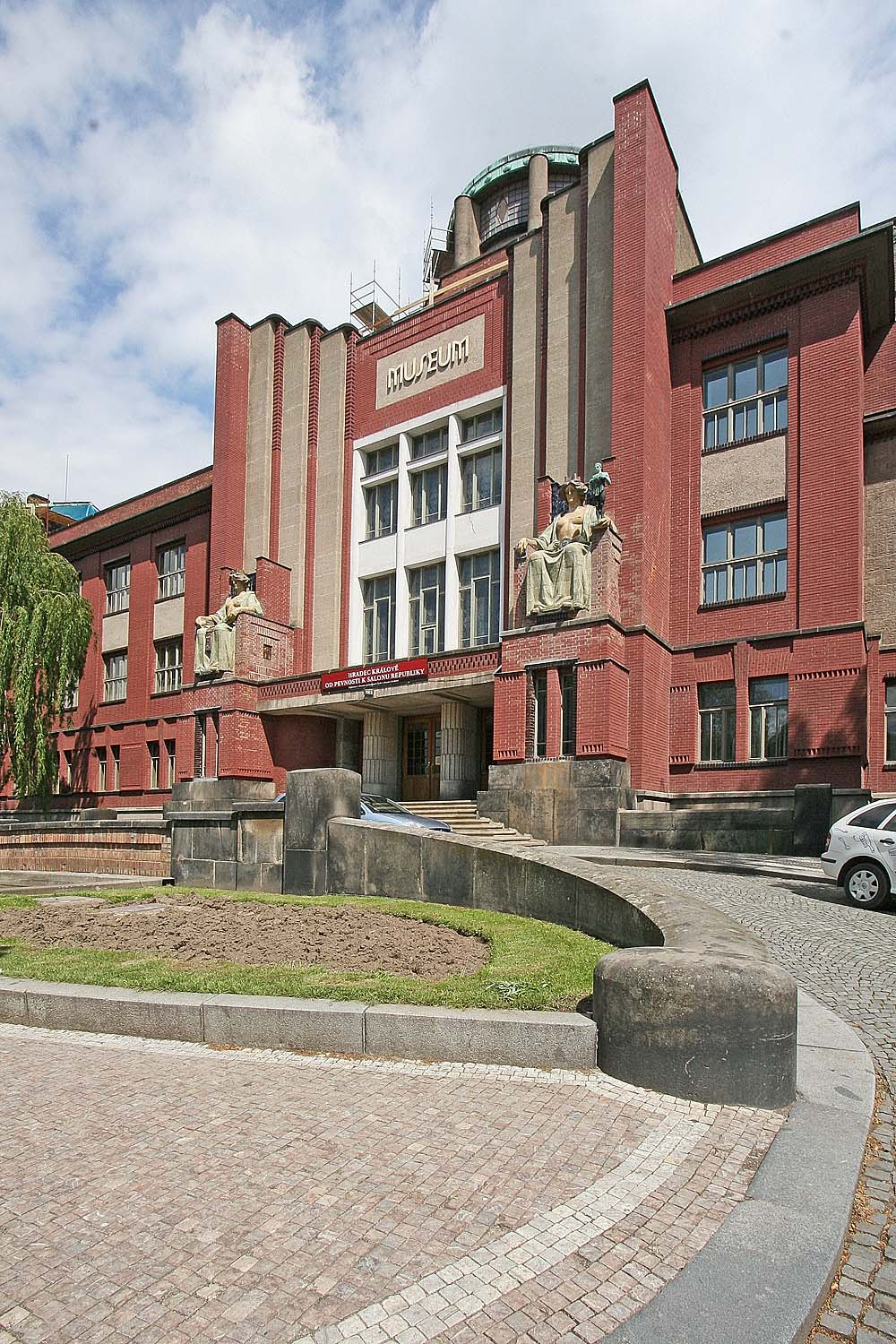
Das Ostböhmische Museum in Hradec Králové

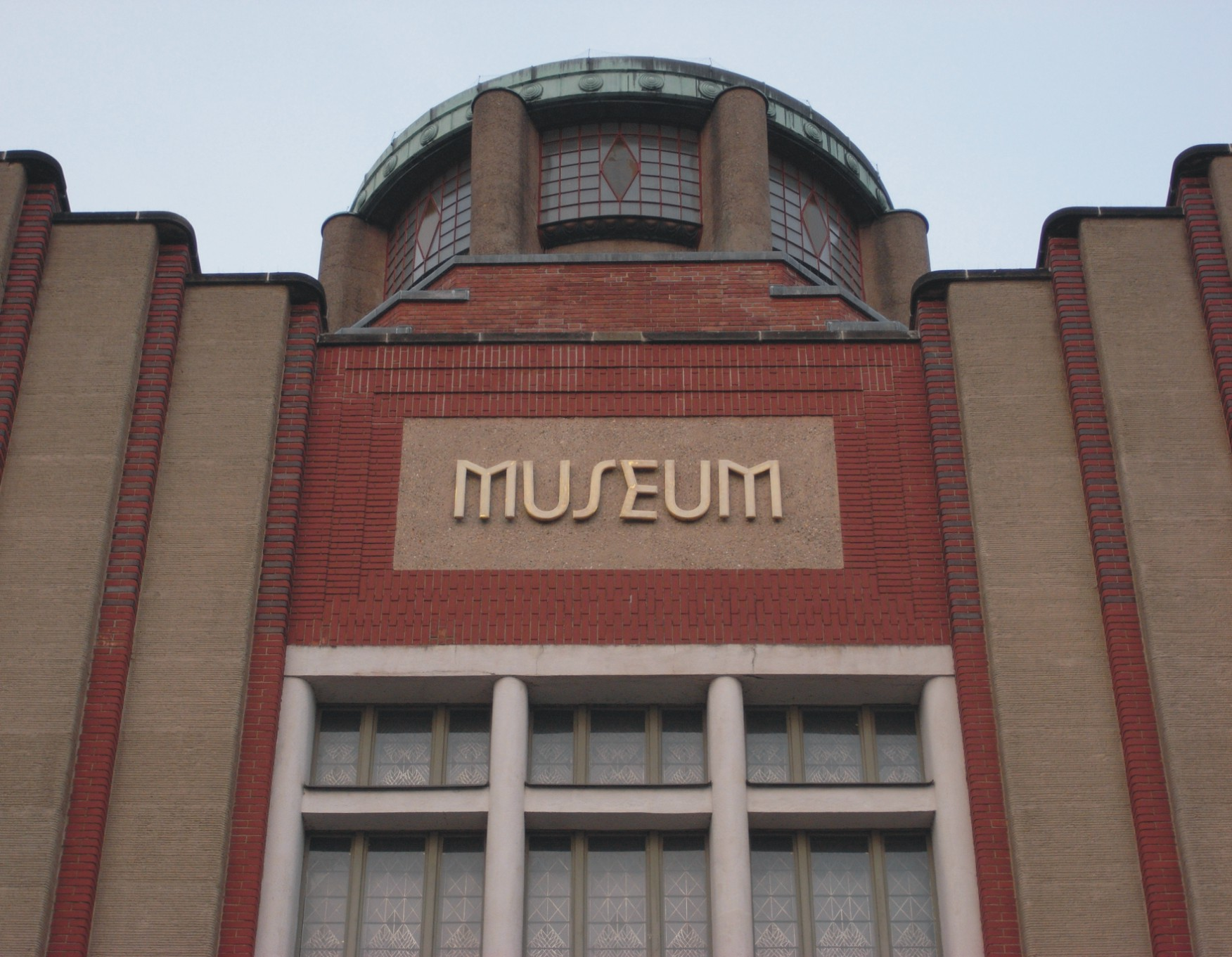
Detail der Hauptfront

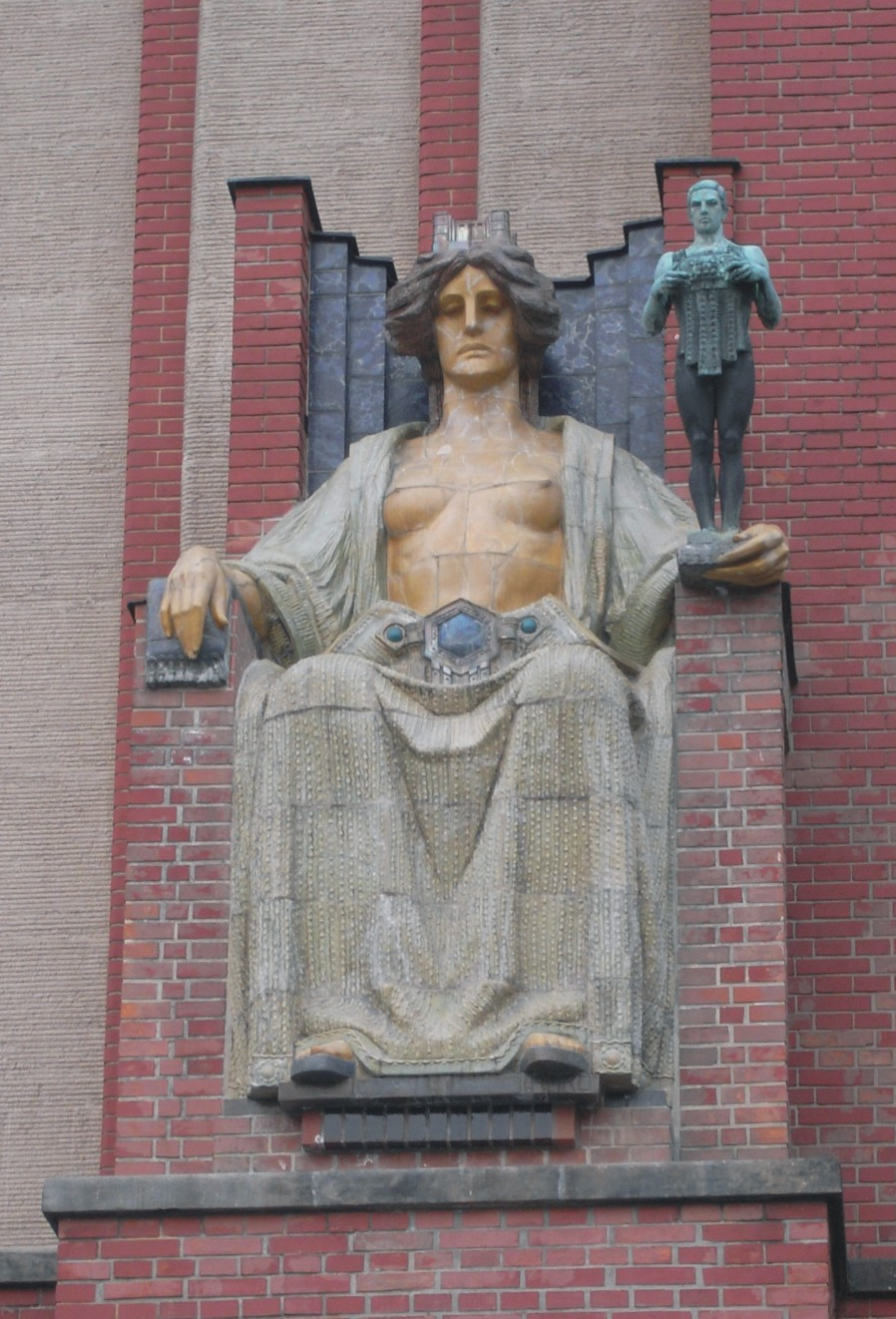
Figur am Haupteingang

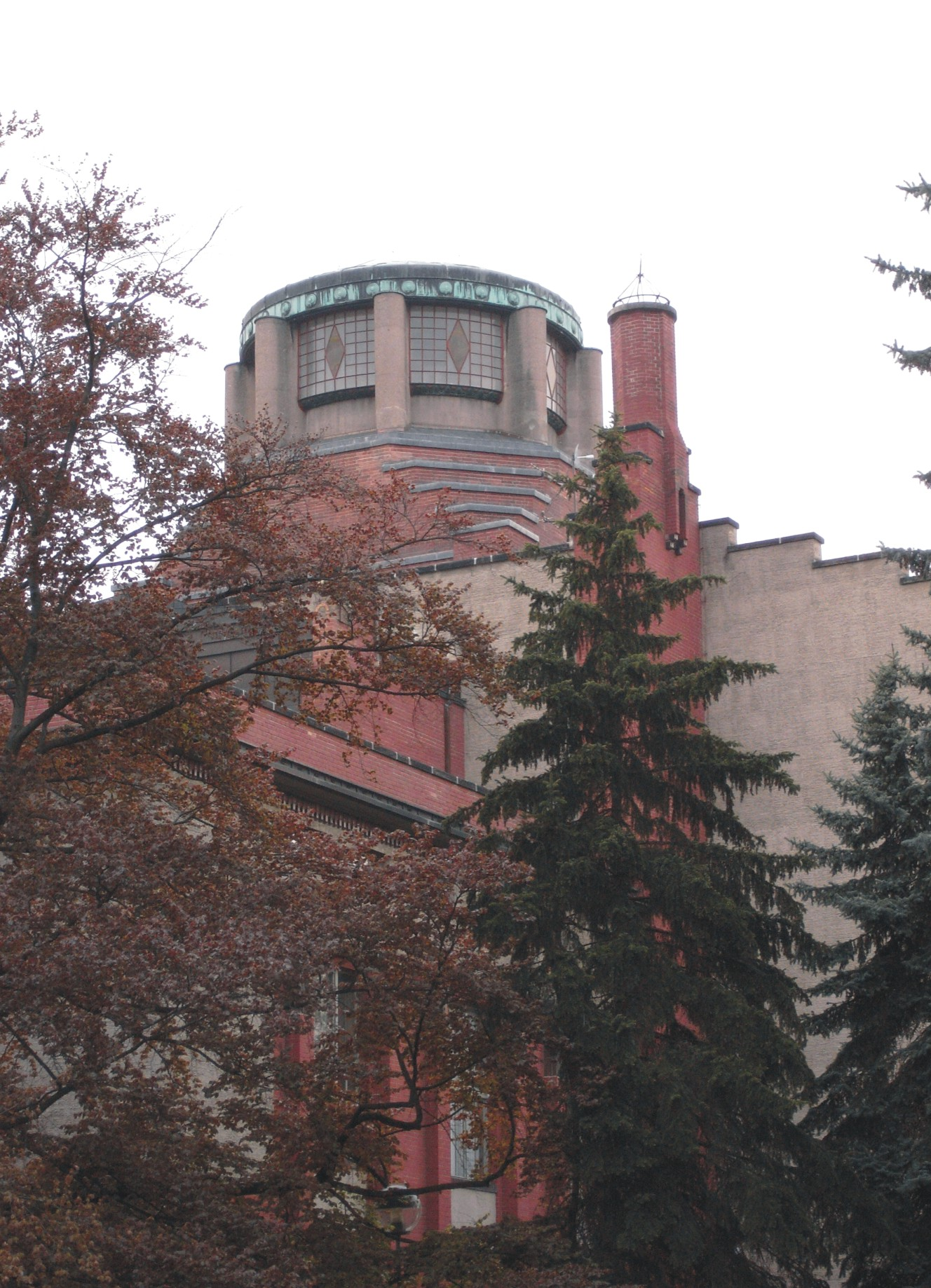
Dachgliederung

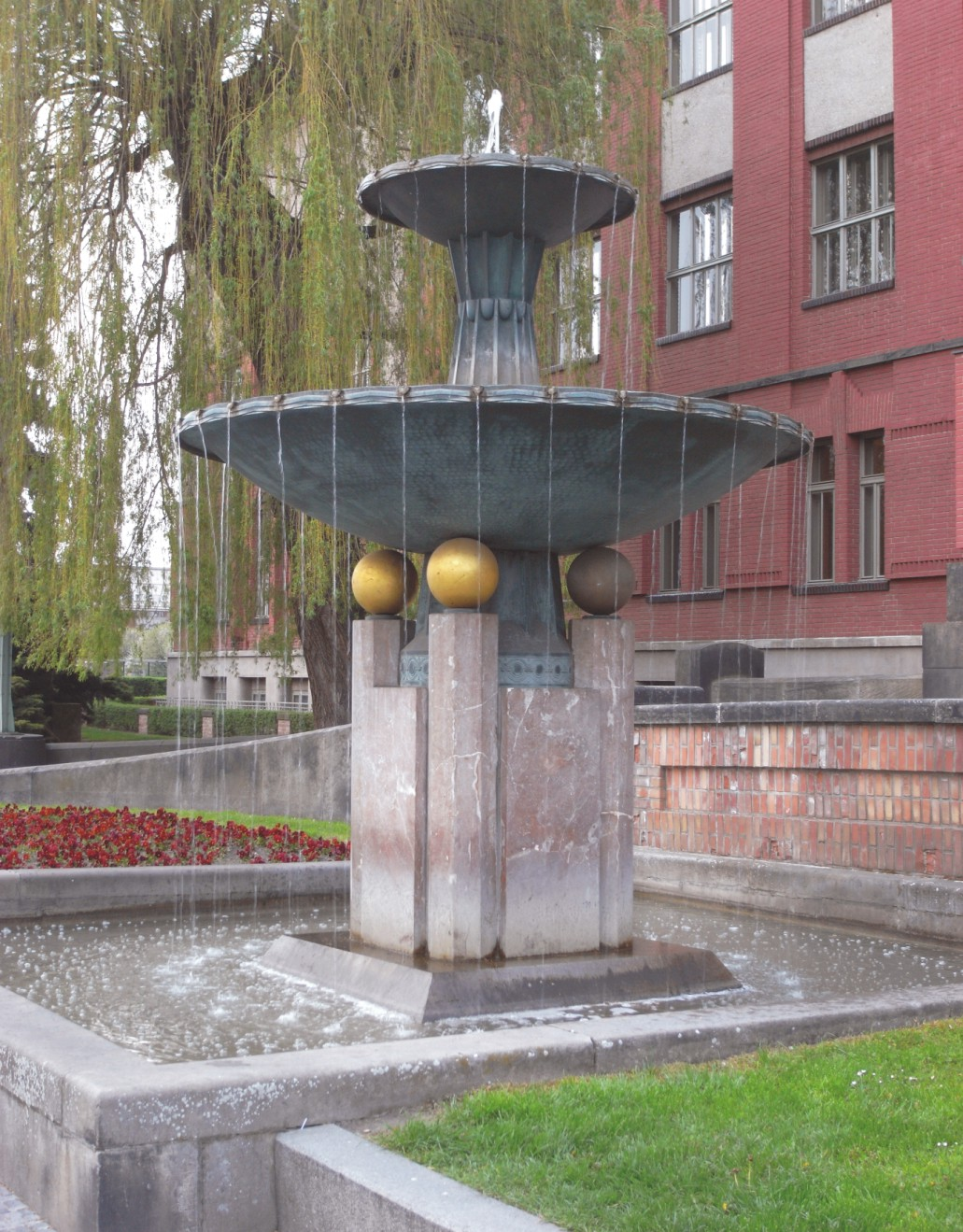
Stadtbrunnen vor dem Museum

Das Ostböhmische Museum Hradec Králové (tschechisch Muzeum východních Čech, früher Krajské muzeum východních Čech) ist ein Regionalmuseum in Hradec Králové, das nach Entwurf des Architekten Jan Kotěra entstand. Seit 1995 bildet es zusammen mit seinem Sammlungsbestand ein Nationales Kulturdenkmal.

## Geschichte
Die Gründung des Ostböhmischen Museums erfolgte im Jahr 1880. Für seine Errichtung brachte bereits eine Ausstellung im Jahr 1879 den ausschlaggebenden Impuls. Aus deren Ausstellungsfundus kaufte die Stadt zahlreiche zeitgenössische Abbildungen, Gegenstände und Sammlungsobjekte, die aus der Region um Hradec Králové (Königgrätz) stammten. Sie bildeten den Grundstock des künftigen Stadtmuseums. Am 6. August 1880 genehmigte der Rat die Satzung des Museums, die eine historische und eine industrielle Abteilung vorsah. Im Juni des Folgejahres übergab die Stadt dem neuen Museum die angekauften Bestände und rief die Bevölkerung zur Beteiligung an der Entwicklung der musealen Sammlung auf.
Das Museum verfügte von Beginn an über eine Bibliothek, die ab 1896 auch den Bürgern der Stadt öffentlich zur Verfügung stand. Sie war die erste Einrichtung ihrer Art in dieser Stadt und förderte mit ihren Mitteln die Bildung ihrer Bürger in besonderer Weise.

## Museumsstruktur
Neben fünf Verwaltungsbereichen verfügt das Museum heute (2009) über drei wissenschaftliche Abteilungen aus den Bereichen 
- Archäologie
- Geschichte und
- Naturwissenschaften

- sowie einen Außenbereich mit der Gedenkstätte für die Schlacht bei Königgrätz, die 1866 in Chlum stattfand (Památník bitvy 1866 na Chlumu).

### Bibliothek
Die Museumsbibliothek bildet einen wichtigen Grundstock dieser Einrichtung und besteht aus ihrem gesellschaftswissenschaftlichen und naturwissenschaftlichen Teil. Zu den besonders wertvollen wissenschaftlichen Beständen zählte eine Sammlung Königgrätzer Drucke (Buchdruck hier erstmals 1565 erwähnt). Die Bedeutung dieser Sammlung lag darin, dass sie Zeugnisse des literarischen Wirkens in der böhmischen Landessprache dokumentierte, die durch Aktivitäten in der Gegenreformation und in der Zeit danach stark dezimiert wurden. U. a.  zählte dazu die fanatische Bücherstürmerey des Jesuiten Antonín Koniáš (auch: Anton Koniaß), der in seiner 37 Jahre anhaltenden Missionstätigkeit große Anstrengungen unternahm, ihm unpassend erscheinende Druckwerke, auch solche in böhmischer Sprache, zu vernichten. Der Theologe und Philologe Josef Dobrovský kritisierte dessen Wirken am Beispiel eines heute seltenen Königgrätzer Druckes, den „Clavis haeresim claudens et aperiens“, der 1729 und 1749 in Königgrätz erschien. Darin führte Koniáš die von ihm indizierten Werke auf.
Zum Bibliotheksbestand wurde um 1900 ein Katalog angelegt. Weitere Buchbestände erhielt das Museum durch Schenkungen von Bürgern und Schulen. 
Während der deutschen Besatzungszeit im Zweiten Weltkrieg erlitt die Bibliothek durch Abtransporte größere Bestandsverluste. Nach 1945 gingen ihr durch Konfiszierungen und Auflösungen anderer Bibliotheken aus dem Bereich ehemaliger Vereine, von Kirchen und aus Privatvermögen zahlreiche Neuzugänge zu. Die Bibliothek schrumpfte jedoch durch politische Bestandsrevisionen in den 1970er Jahren erneut. Der Verbleib dieser Verluste konnte bis heute nicht aufgeklärt werden.

## Publikationen
Vom Ostböhmischen Museum werden gegenwärtig (2009) vier Publikationsreihen herausgegeben. 
Das sind:
- Acta musei Reginaeahradecensis (Publikation von Ergebnissen naturkundlicher Forschungen)
- Zpravodaj muzea (Museumsreport)
- Královéhradecko (Königgrätzer Land)
- Historická fotografie (Historische Fotografie)

## Gebäude
Um die beabsichtigten Erweiterungen planerisch und architektonisch umzusetzen, bemühte sich die Stadtführung von Hradec Králové im ersten Jahrzehnt des 20. Jahrhunderts um Kontakt zu damals führenden Vertretern der modernen tschechischen Architektur. Nachfolgend entstanden neue Einzelgebäude und Siedlungen. Unter den gerufenen Architekten befand sich auch Jan Kotěra. Nach seinen Überlegungen und Planungen entstand der Museumsbau im Secessionsstil. Auf diese Weise schuf Kotěra in der Zeit zwischen 1909 und 1912 mit dem Bau des Ostböhmischen Museums eines der repräsentativsten Bauwerke in Hradec Králové.
Durch weitere Mitwirkende erhielt dieser Zweckbau zusätzlichen Architekturschmuck. Die zwei weiblichen Figuren am Haupteingang, die mit Kunst und Gewerbe bezeichnet werden, schuf 1912 Vojtěch Sucharda. Sie sind aus einzelnen glasierten Keramikelementen zusammengesetzt und etwa fünf Meter hoch. Die gestalteten Glasfenster im Treppenhaus und Foyer schuf František Kysela. Die Mosaikarbeiten in der zweiten Etage sind ein Werk des Malers Jiří Novák aus dem Jahr 1931.
Zur Gestaltung der Fassade wurden normal gebrannte und glasierte Ziegel verwendet, durch deren wechselnde Anordnung Muster erzeugt werden. Vereinzelte Abdeckungen bestehen aus Sandstein. Die Wandflächen ohne Ziegelverblendung tragen einen horizontal gegliederten Strukturputz.
Der Dachbereich besitzt einen zentralen Turmbau mit flacher Abdeckung und verzierten Oberlichtfenstern. Bis auf die Traufhöhe der Hauptgebäudeflügel herab zeigt der Zentralbereich eine feingliedrige und abgestufte Linienführung.
Vor dem Gebäude befindet sich der im Gesamtkonzept enthaltene Stadtbrunnen mit aufwendiger Gestaltung, der in Bronze und rotbraunem Kalkstein ausgeführt wurde. Er besteht aus einer doppelten Bronzeschale, die überhöht auf einem Kalksteinsockel ruht und ihr Wasser über zahlreiche Ausläufe an ein unteres rechteckiges Becken abgibt.